# Diplazium takii
Diplazium takii är en majbräkenväxtart som beskrevs av Satoru Kurata.
Diplazium takii ingår i släktet Diplazium och familjen Athyriaceae. Inga underarter finns listade i Catalogue of Life.